# Sundown (Lost)
"Sundown" es el sexto episodio de la sexta temporada de la serie de televisión Lost, y episodio número 109 en total. El episodio fue transmitido el 2 de marzo del 2010 por ABC en Estados Unidos y por CTV en Canadá.

## Argumento
Sayid se enfrenta con una decisión difícil y Claire envía una advertencia a los habitantes de El Templo.

### En la realidad alternativa
Sayid con un ramo de flores es recibido por su amada Nadia, ahora su cuñada, casada con su hermano, Omer (Anvar del Cas), con quien tiene un hijo y una hija. Más tarde Omer le cuenta a Sayid que pidió prestado dinero a usureros para ampliar su negocio de lavado de ropa y que aunque ha pagado, con amenazas le están cobrando altos intereses y no tiene cómo entregarlos y le pide que lo ayude enfrentando a los agresivos cobradores. Sayid no acepta, porque no desea ser más una persona violenta. Al día siguiente Omer es golpeado seriamente y hospitalizado en la misma clínica en que trabaja Jack. Nadia le pide a Sayid que no se implique en la pelea.
Nadia pregunta a Sayid por qué si ella le interesa dejó que se casara con Omer, él le dice que no la merece. Cuando sale de la casa Sayid es abordado por Martin Keamy, a quien se le había visto en la cuarta temporada como violento mercenario al servicio de Charles Widmore. Martin y otros dos hombres hacen subir a un vehículo a Sayid bajo amenaza de llevarse a sus sobrinos si no sube. Tras una discusión corta en la cocina de un restaurante, Sayid mata a Martin y a sus hombres y luego oye ruidos y en un congelador encuentra amarrado y amordazado a Jin a quién tras quitarle la mordaza le pregunta quién es; Jin simplemente dice que no habla inglés.

### En la isla
Sayid busca a Dogen para preguntarle por qué lo ha torturado con agujas y por qué trató de envenenarlo. Dogen dice que para cada hombre hay una balanza que de un lado tiene lo bueno y del otro lo malo y que la máquina mide el balance y que el de Sayid resultó de malvado. Dogen lo ataca, luchan y cuando iba a matar a Sayid cae al suelo una bola de béisbol y Dogen simplemente le exige a Sayid irse para siempre de El Templo.
El Hombre de Negro envía a Claire a llevar un mensaje a El Templo. Claire llega y entrega el mensaje: Dogen debe salir de El Templo para hablar con el Hombre de Negro. Doguen dice que no saldrá porque lo mataría por lo que Claire le dice que puede enviar a alguien que el Hombre de Negro no mate. Dogen ordena encarcelar a Claire y luego le anuncia a Sayid que las cosas han cambiado, le entrega una daga y le da instrucciones para matar al Hombre de Negro, para probar que es una persona buena. Sayid obedece, pero la daga no tiene ningún efecto, tal vez porque el Hombre de Negro lo saludó antes. 
El Hombre de Negro dice que Dogen lo envió porque esperaba que él mataría a Sayid. Le promete que si coopera con él entonces puede tener cualquier cosa que quiera y Sayid recuerda que a quien quiere murió. Sayid vuelve a El Templo con un mensaje del Hombre de Negro para Los Otros: todos deben salir de ahí antes de que se oculte el sol. Esto causa un pánico entre Los Otros, la mayoría de los cuales, incluida Cindy, deciden a irse.
En medio del caos, Kate regresa a El Templo y por Miles se entera de que Claire está allí y enfrenta a Lennon para que la deje verla. Kate le cuenta a  Claire que al  no encontrarla sacó de la isla a Aaron.
Mientras tanto, Sayid habla con Dogen que le revela por qué fue a la isla: hace varios años, él trabajaba en un banco en Osaka y cuando fue ascendido en el trabajo bebió de más y luego tuvo un accidente que implicó a su hijo de 12 años. Jacob (los visitó en el hospital y ofreció salvar a su hijo a cambio de que Dogen fuera a la isla y nunca volviera a ver al muchacho. Después de que Dogen acabó de contar su historia, Sayid lo ataca y lo ahoga. Luego mata a Lennon cortando su garganta. Según dijo Lennon antes, Dogen era el único que podía mantener al Hombre de Negro fuera de El Templo.
El monstruo de humo entra y durante el ataque, Kate que estaba con Miles, se separa de él para buscar a Claire en el agujero donde estaba presa. Mientras tanto, Ilana (Zuleikha Robinson), Sun, Frank Lapidus y Ben llegan a El Templo. Ben va a buscar Sayid, pero huye cuando ve que ha matado Dogen y Lennon. 
Miles le cuenta a Sun que Jin sobrevivió y estaba con ellos pero que salió de El Templo y luego ambos y Frank siguen a Ilana por el pasaje secreto que Hugo y Jack usaron para escaparse en el episodio anterior. El ataque termina y fuera de El Templo Sayid, Claire, y Kate se unen a la gente que salió antes del ocaso y al Hombre de Negro.